# Schizoglossum viridulum
Schizoglossum viridulum är en oleanderväxtart som beskrevs av Karl Moritz Schumann. Schizoglossum viridulum ingår i släktet Schizoglossum och familjen oleanderväxter. Inga underarter finns listade i Catalogue of Life.